# 联昌国际银行
联昌国际银行（英語：Commerce International Merchant Bank，簡稱：CIMB，MYX：1023），是马来西亚第二大银行，于1924年成立，也是全球资产规模最大的伊斯蘭銀行之一。

## 历史
联昌国际银行创立后发展至今，为几十年来各银行经过合并而成：
- 联昌银行（Bian Chiang Bank）

联昌银行由黄庆昌于1924年在砂拉越州古晋设立，银行初期以商业融资和发售汇票为主，后于1975年被巫统舰队控股集团收购，并更名为商业银行（Bank Of Commerce Berhad）。
- 万兴利银行（Ban Hin Lee Bank）

1935年9月17日，商人叶祖意创立万兴利银行，为本土工商界提供了各项金融服务与融资便利。
- 马来亚土著银行（Bank Bumiputra Malaysia Berhad）

BBMB 成立于1965年，旨在提高土著在国家经济中的参与度。到1980年，它已成为马来西亚资产规模最大的银行，并在纽约、伦敦、东京、巴林和香港设立分行。
2012年4月2日，苏格兰皇家银行以1.74亿英镑出售旗下亚洲大部分现金股票与投行业务予联昌集团，使联昌集团成为亚太区（日本除外）最大的投资银行业务运营商。5月8日，联昌国际银行以122.03亿菲律宾比索收购生力集团旗下的菲律宾商业银行60%的股权，零售银行分支增至1239个。